# Krížske sedlo

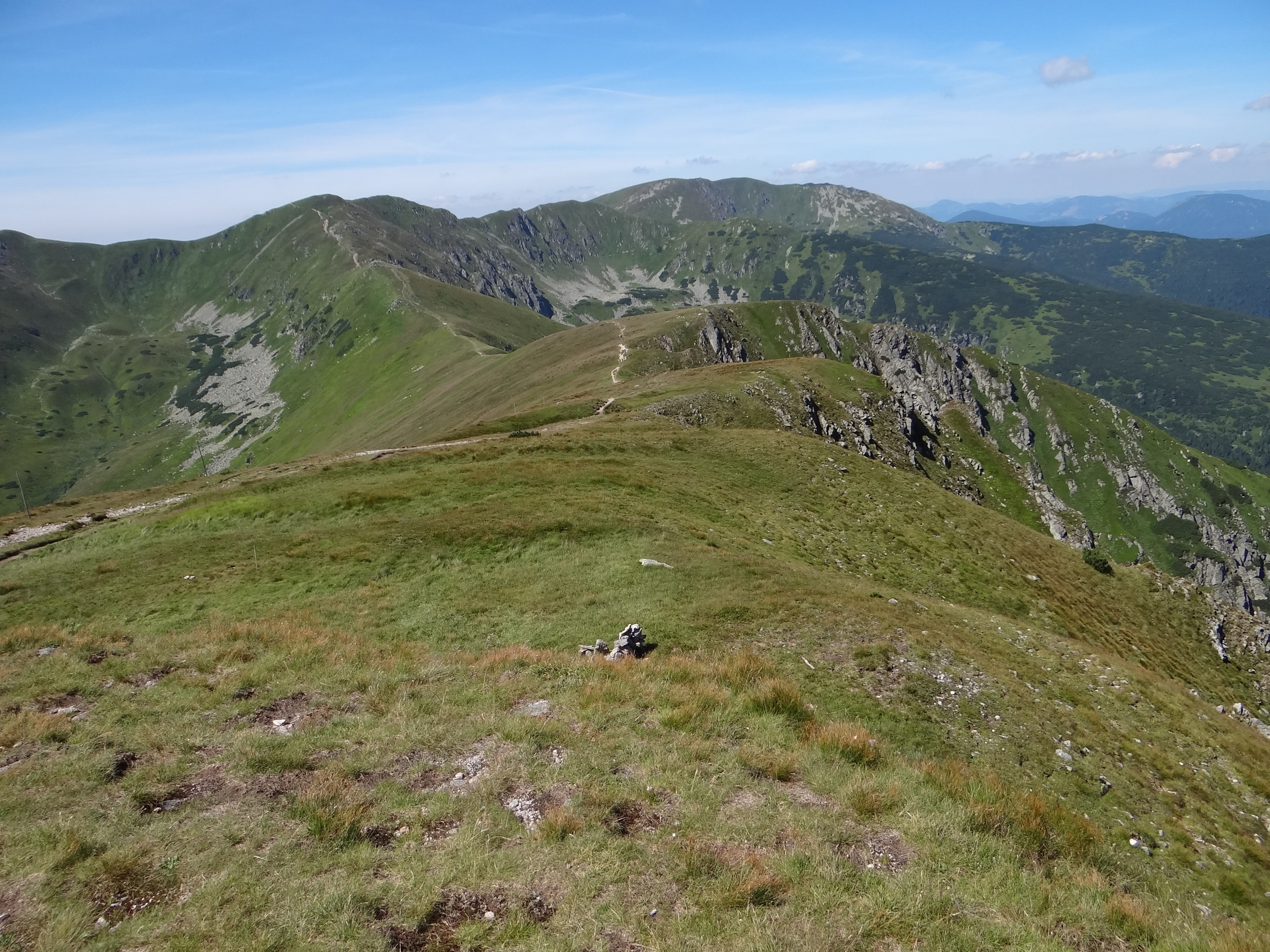
Widok ze szczytu Poľana na Krížske sedlo, Kotliská i Chabenec

Krížske sedlo (pol. Przełęcz Krzyska; 1775 m) – przełęcz w Niżnych Tatrach na Słowacji. 
Znajduje się w zachodniej części Niżnych Tatr, w tzw. Dumbierskich Tatrach. Leży w głównym grzbiecie niżnotatrzańskim, mniej więcej w połowie drogi pomiędzy szczytami Kotlisk na południowym zachodzie a Polany na północnym wschodzie. Stanowi wyraźne, szerokie, halne obniżenie dość wąskiego w tym miejscu grzbietu. W kierunku północno-zachodnim spod przełęczy opada dolina, będąca jedną z dwóch głównych odnóg górnej części Doliny Krzyskiej, natomiast w kierunku południowo-wschodnim – Vajskovská dolina.
Grzbietem przez przełęcz biegnie czerwono znakowany magistralny szlak turystyczny Niżnych Tatr, tzw. Cesta hrdinov SNP. Natomiast od wschodu, od strony Doliny Vajskovskiej, trawersem na przełęcz wyprowadza (i tu się kończy) niebiesko znakowany szlak (znany jako Modrý traverz) ze schroniska gen. R. Štefanika pod Dumbierem. Jako przejście z Doliny Krzyskiej do Doliny Łomnistej przełęcz nie jest używana.

## Szlaki turystyczne
odcinek: Chopok – Deresze – sedlo Poľany – Poľana – Krížske sedlo – Kotliská – Chabenec. Czas przejścia: 2.25 h, ↓ 2.55 h
  schronisko Štefánika – Kosodrevina – sedlo Príslop – Krížske sedlo. Czas przejścia: 2.50 h, ↓ 2.55 h